# Teresa Bandettini
Teresa Bandettini, connue également sous le pseudonyme Amarilli Etrusca, née le 11 août 1763 à Lucques et morte le 6 avril 1837  dans la même ville, est une poétesse et une danseuse italienne.

## Biographie
Orpheline à sept ans, Teresa Bandettini doit interrompre ses études très tôt et gagner sa vie comme danseuse professionnelle. Par passion pour la poésie, elle insère des improvisations poétiques dans ses spectacles, de 1779 à 1789. En 1789, elle épouse Pietro Landucci qui l'encourage à suivre sa vocation et à se consacrer à la poésie. Elle compose, et déclame ses œuvres dans les salons de l'Italie du Nord, ou à Rome (un de ses spectacles y fait sensation). Elle est également amenée à se produire devant Napoléon,.
Le 2 mars 1794, elle est admise à l'Académie d'Arcadie, et y adopte le pseudonyme d'Amarilli Etrusca,. Elle choisit de s'installer auprès de la cour de Marie-Louise de Bourbon, au sein du Duché de Lucques. Elle meurt en 1837.

## Œuvres et accueil
Bien que célèbre pour son talent d'improvisation poétique, elle a également publié des poésies issues d'un travail plus élaboré. Parmi ses œuvres sont souvent mises en exergue La mort d'Adonis (La morte di Adone, un poème en octosyllabes publié en 1790), Polidoro (une tragédie publiée en 1794), Théseide (Teseida, un poème épique lui aussi en octosyllabes publié en 1805), et Paralipomènes (Paralipomeni), traduit de Quintus de Smyrne en hendécasyllabes, en 1815).
Appréciée par plusieurs des auteurs contemporains, elle se voit citée notamment par Giuseppe Parini ou Vittorio Alfieri, et une ode lui est dédiée par Vincenzo Monti.
En 2002 six sonates du jeune Niccolò Paganini dédiées à Teresa Bandettini ont été redécouvertes,.